# Marguerite Baux
Pour les articles homonymes, voir Baux.
Marguerite Baux, née Madeleine Baux (Moustiers-Sainte-Marie, 29 décembre 1851,- après janvier 1903), est une cantatrice (soprano) française qui s'est produite à l'Opéra de Paris dans les années 1870, après avoir fait ses débuts en février 1876 dans le rôle de Rachel dans La Juive de Fromental Halévy. Elle a continué à se produire dans divers opéras de province, ainsi qu'en Italie,.

## Biographie
Née à Moustiers-Sainte-Marie en 1851, Marguerite Baux est la fille de Jean Elysée Baux (1796–1865), maire de Marseille en 1848, et de Rosalie Eudoxie Arnaud (1814–1884). Les Baux sont une grande famille protestante de Marseille. Elle est connue pour sa belle voix alors qu'elle est encore jeune mais n'a pas l'intention de chanter professionnellement. Ce n'est qu'après que son père a perdu sa fortune après les événements de 1870 qu'elle se rend à Paris pour commencer sa carrière. Sur les conseils de son professeur de chant, Henri Cohen, elle fait ses débuts le 4 février 1876 dans le rôle de Rachel dans La Juive, même si au départ on s'attendait à ce qu'elle chante Marguerite dans Faust de Gounod ,,.
Elle interprète le rôle d'Agathe dans Der Freischütz (1876), Berthe dans le Prophète (1876), Elvire dans Don Juan (1876), Sita dans le Roi de Lahore (1877) et Alice dans Robert le diable (1877) à l'Opéra de Paris.
Baux chante à Lyon et plus tard à Rouen, où elle joue Alice dans Robert le diable et Françoise dans Françoise de Rimini au Théâtre des Arts en 1884. En 1888, elle est engagée par Ferdinand Straskoch pour chanter à Trieste et Rome. Elle se produit toujours sur scène en 1893 et de façon plus confidentielle en 1895.

## Distinctions
- Officier d'académie

En janvier 1892, elle est nommée officier d'académie, puis reçoit les palmes académiques en février 1903.